# Brugnato
Brugnato är en ort och kommun i provinsen La Spezia i regionen Ligurien i Italien. Kommunen hade 1 284 invånare (2018).